# Gentianella lilliputiana
Gentianella lilliputiana là một loài thực vật có hoa trong họ Long đởm. Loài này được (C.J.Webb) Glenny mô tả khoa học đầu tiên năm 2004.